# Линейни кораби тип „Белерофонт“
Белерофонт (на английски: Bellerophon) са серия от три британски линейни кораба – дредноути построени преди Първата световна война. Влизат в 4-та ескадра линкори на Гранд Флийт. Участват в Ютландското сражение, но без да откриват огън. Те са практически пълно копие на „Дредноут“. Една от разликите е втората тринога мачта. Главният „Белерофон“ е заложен в корабостроителницата на Портсмът в деня на спускането на вода на „Дредноут“.

## Конструкция
От 16 102 мм оръдия осем са поставени на покривите на кулите и осем на надстройките.
Дебелината на пояса в района на мидъла е намалена до 254 мм. Дебелината на бронята на главната палуба се увеличава с половин дюйм. Корабите получават противоторпедна преграда простираща се по цялата дължина на корпуса и достигаща до двойното дъно, вместо двата локални екрана в района на оръдейните погреби при „Дредноут“.

### Въоръжение

#### Главен калибър
Линейните кораби от типа „Белерофонт“ са въоръжени с десет 305-мм 45-калибрени оръдия Mk X в пети двуоръдейни кули.
Теглото на оръдието Mk X със затвора съставлява 58 т. Над вътрешната нарезна тръба има втора (външна) тръба. Двете тръби са направени от легирана никелова стомана. Традиционно за британския флота ствола е скрепен с намотка от тел. Над външната тръба, от дулния до среза на казенника, се намотава тел от високоякостна стомана със здравина на скъсване 150 кг/мм².
Зареждането е картузно. Метателният заряд се състои от два картуза с кордит марка MD45 с обща маса 117 кг. Затвора е бутален, система Уелин. На 386-кг бронебоен снаряд се съобщава начална скорост от 830 м/с. Установката осигурява максимален ъгъл на подем на оръдията от 13,5°, което дава максимална далечина на стрелбата от 15 040 м. Първоначално в боезапаса влизат само бронебойните APC Mark VI и фугасните HE Mark IIa снаряди с балистичен наконечник с оживало от два диаметъра. В периода 1915 – 1916 г. в боекомплекта влизат бронебойните APC Mark VIa и полубронебойните Mark VIIa снаряди с оживало от 4 диаметра, при стрелба с които максималната далечина нараства до 17 236 м. От 1918 г. се използват и бронебойните снаряди Mark VIIa (Greenboy). Максималната далечина с които съставлява 18 690 м при ъгъл на възвишение 16°.

#### Противоминна артилерия
По време на преоборудването от 1916 г. противоминните оръдия от кулите са свалени и са пренесени на палубите на мостиците и надстройките, а също получават и щитове. През 1917 г. част от оръдията са свалени, за да се подсигурят с въоръжение малки кораби, на борда остават 13 броя такива оръдия.

## Представители
| Название                              | Корабостроителница                       | Заложен            | Спуснат на вода   | Приет на въоръжение | Съдба                 |
| ------------------------------------- | ---------------------------------------- | ------------------ | ----------------- | ------------------- | --------------------- |
| „Белерофонт“ (HMS Bellerophon (1907)) | Portsmouth Dockyard, Портсмът, Англия    | 6 декември 1906 г. | 27 юли 1907 г.    | 20 февруари 1909 г. | изключен през 1921 г. |
| „Сюпърб“ (HMS Superb (1907))          | Armstrong Elswick Works, Нюкасъл, Англия | 6 февруари 1907 г. | 7 ноември 1907 г. | 9 юни 1909 г.       | изключен през 1921 г. |
| „Темерер“ (HMS Temeraire (1907))      | Devenport Dockyard Плимут, Англия        | 1 януари 1907 г.   | 24 август 1907 г. | 15 май 1909 г.      | изключен през 1921 г. |